# Wax Simulacra
Wax Simulacra - singel The Mars Volta wydany w 2007 roku.
Utwór jest laureatem nagrody Grammy w kategorii Best Hard Rock Performance za rok 2009.

## Spis utworów
1. "Wax Simulacra" - 2:40
2. "Pulled to Bits" - 3:33